# Cupa României 2022-2023
Cupa României 2022-2023 a fost cea de a 85-a ediție a celui mai vechi turneu eliminator din fotbalul românesc. A fost câștigată de Sepsi Sfântu Gheorghe, care a câștigat trofeul la loviturile de departajare după finala terminată 0-0 după prelungiri cu FC Universitatea Cluj. Câștigătoarea s-a calificat pentru turul II preliminar al UEFA Europa Conference League 2023-2024.

## Cluburi participante
Următoarele 128 de echipe s-au calificat în competiție:
| Liga I 2021-2022 Fără echipele desființate (16) | Liga a II-a 2021-2022 toate cluburile (20) | Liga a III-a 2021-2022 Fără echipele secunde (88) | Cupa României Faza Regională 2022 toate cluburile (7)                                                                                            |
| - CFR Cluj - FCSB - Universitatea Craiova - FC Voluntari - Farul Constanța - FC Argeș Pitești - Sepsi OSK - FC Botoșani - Rapid București - FC U Craiova - UTA Arad - Mioveni - Chindia Târgoviște - Dinamo București - Academica Clinceni - Gaz Metan Mediaș | - Petrolul Ploiești - Hermannstadt - Universitatea Cluj - Steaua București - Concordia Chiajna - Unirea Slobozia - Miercurea Ciuc - FC Buzău - Unirea Dej - 1599 Șelimbăr - Metaloglobus București - Politehnica Iași - Viitorul Târgu Jiu - Ripensia Timișoara - Politehnica Timișoara - FC Brașov - Unirea Constanța - Dunărea Călărași - Dacia Unirea Brăila - Astra Giurgiu | - CS Tunari - Progresul Spartac București - CSM Slatina - CSC Dumbrăvița - Minaur Baia Mare - Oțelul Galați - FC Pucioasa - Dunărea Călărași - Viitorul Dăești - Bihor Oradea - CSC Ghiroda - CSM Deva - Corvinul Hunedoara - Metalurgistul Cugir - CSM Reșița - SC Popești-Leordeni - CS Afumați - Odorheiu Secuiesc - CSM Focșani - Foresta Suceava - Dante Botoșani - Flacăra Moreni - Înainte Modelu - CSM Oltenița - Unirea Bascov - Real Bradu - CSM Alexandria - Petrolul Potcoava - Sporting Roșiori - Filiași - Vedița Colonești - Minerul Costești - Flacăra Horezu - Progresul Șomcuta Mare - CSM Satu Mare - Sportul Șimleu Silvaniei - SCM Zalău - Lotus Băile Felix - Luceafărul Oradea - Crișul Chișineu-Criș - Gloria Lunca Teuz Cermei - Șoimii Lipova - Avântul Periam - Frontiera Curtici - Progresul Pecica - Avântul Reghin - Gloria Bistrița-Năsăud - Sănătatea Cluj - Minerul 1947 Ocna Dej - Sticla Arieșul Turda - Viitorul Cluj - Unirea Ungheni - Aurul Brad - Unirea Alba Iulia - Ocna Mureș - Progresul Ezeriș - Voința Lupac - Jiul Petroșani - Pandurii Târgu Jiu - Gilortul Târgu Cărbunești - Viitorul Șimian - CS Făurei - Recolta Gheorghe Doja - CSO Plopeni - CS Blejoi - Râmnicu Sărat - Metalul Buzău - Gloria Albești - CSM Fetești - Agricola Borcea - Sportul Chișcani - Viitorul Ianca - SR Brașov - Olimpic Cetate Râșnov - Kids Tâmpa Brașov - KSE Târgu Secuiesc - CSM Bacău - Dinamo Bacău - Sporting Voința Liești - Aerostar Bacău - CSM Pașcani - Știința Miroslava - Sporting Juniorul Vaslui - Hușana Huși - Șomuz Fălticeni - Ceahlăul Piatra Neamț - Bucovina Rădăuți | - Viitorul Darabani - Crișul Sântandrei - ACS Târgu Mureș 1898 - CSM Lugoj - Cetatea Turnu Măgurele - United Ploiești 1906 - Axiopolis Cernavodă |

## Tururi și data tragerilor la sorți
Sursă:
| Turul              | Data tragerii la sorți | Data primului meci |
| ------------------ | ---------------------- | ------------------ |
| Faza Regională     | 27 iunie 2022          | 6 iulie 2022       |
| Turul I            | 6 august 2022          | 17 august 2022     |
| Turul II           | 29 august 2022         | 30 august 2022     |
| Turul III          | 6 septembrie 2022      | 13 septembrie 2022 |
| Play-off           | 16 septembrie 2022     | 27 septembrie 2022 |
| Faza grupelor      | 30 septembrie 2022     | 18 octombrie 2022  |
| Sferturi de Finală | -                      | 4 aprilie 2023     |
| Semifinale         | -                      | 26 aprilie 2023    |
| Finala             | -                      | 24 mai 2023        |

## Faza regională

### Finalele regionale
| Echipa 1                        | Scor gen. | Echipa 2                                           | Tur           | Retur |
| ------------------------------- | --------- | -------------------------------------------------- | ------------- | ----- |
| Regiunea 1 (Nord-Est)           |           |                                                    |               |       |
| Horia (Neamț)                   | 0-2       | Viitorul Darabani (Botoșani)                       | 16 iulie 2022 |       |
| Regiunea 2 (Nord-Vest)          |           |                                                    |               |       |
| Feldru (Cluj)                   | 2-4       | Crișul Santanderi (Bihor)                          | 16 iulie 2022 |       |
| Regiunea 3 (Centrul)            |           |                                                    |               |       |
| ACS Târgu Mureș (Mureș)         | 2-1       | Universitar Alba Iulia (Alba)                      | 16 iulie 2022 |       |
| Regiunea 4 (Vest)               |           |                                                    |               |       |
| Turceni (Gorj)                  | 0-2       | Lugoj (Timiș) \| 16 iulie 2022                     |               |       |
| Regiunea 5 (Sud-Vest)           |           |                                                    |               |       |
| (Roberto Ziduri) (Dâmbovița)    | 0-2       | Cetatea Turnu Măgurele (Teleorman) \|16 iulie 2022 |               |       |
| Regiunea 6 (Sud)                |           |                                                    |               |       |
| United Ploiești (Prahova)       | 4-1       | Fundulea (Călărași) \|16 iulie 2022                |               |       |
| Regiunea 7 (Sud-Est)            |           |                                                    |               |       |
| Axiopolis Cernavoda (Constanța) | 2-1       | Unirea Braniștea (Galați) \|16 iulie 2022          |               |       |

## Calificări

### Turul I
Meciurile s-au jucat pe 17 și 20 august.
| Echipa 1                      | Scor                  | Echipa 2                     |
| ----------------------------- | --------------------- | ---------------------------- |
| 17 august 2022                |                       |                              |
| Minerul Costeşti⁠(d) (3)       | 0-2                   | Horezu⁠(d) (3)                |
| Șimleu Silvaniei (3)          | 1-1 d.p. (3-1 d.l.d.) | SCM Zalău⁠(d) (3)             |
| CS Făurei (3)                 | 2-5                   | Recolta Gheorghe Doja⁠(d) (3) |
| Avântul Reghin (3)            | 1-2                   | Gloria Bistrița Năsăud (3)   |
| United Ploiești (4)           | 0-4                   | Moreni (3)                   |
| Gloria LT Cermei⁠(d) (3)       | 1-2                   | Șoimii Lipova⁠(d) (3)         |
| CSC Crișul Sântandrei (4)     | 1-2                   | Băile Felix⁠(d) (3)           |
| Luceafărul O. (3)             | 2-9                   | Crișul Chișineu Criș⁠(d) (3)  |
| CSM Fetești (3)               | 0-1                   | Agricola Borcea (3)          |
| Gilortul Cărbunești⁠(d) (3)    | 3-0                   | Viitorul Șimian⁠(d) (3)       |
| Real Bradu⁠(d) (3)             | 0-1                   | Unirea Bascov (3)            |
| Sănătatea Cluj (3)            | 3-4                   | Minerul Ocna⁠(d) (3)          |
| Vulturii Lugoj (4)            | 7-2                   | Aurul Brad (3)               |
| Kids Tâmpa Brașov⁠(d) (3)      | 0-1 d.p.              | KSE Târgu Secuiesc (3)       |
| SR Brașov (3)                 | 4-0                   | Cetatea Râșnov⁠(d) (3)        |
| CSO Plopeni (3)               | 0-1                   | CS Blejoi (3)                |
| Avântul Periam⁠(d) (3)         | 3-2                   | Stár Bišnov⁠(d) (3)           |
| CSO Filiași⁠(d) (3)            | 3-1                   | Vedița Colonești⁠(d) (3)      |
| CSM Oltenița⁠(d) (3)           | 0-1                   | Înainte Modelu⁠(d) (3)        |
| Progresul Ezeriş⁠(d) (3)       | 1-3 d.p.              | Voința Lupac⁠(d) (3)          |
| Sportul Chiscani⁠(d) (3)       | 1-5 d.p.              | Viitorul Ianca⁠(d) (3)        |
| Potcoava⁠(d) (3)               | 4-3 d.p.              | Sporting Roșiori (3)         |
| Sporting Liești (3)           | 0-2                   | Aerostar (3)                 |
| Turnu Măgurele (4)            | 1-2 d.p.              | CSM Alexandria (3)           |
| Sporting Vaslui⁠(d) (3)        | retrasă               | Hușana Huși⁠(d) (3)           |
| Viitorul Darabani⁠(d) (4)      | 5-4                   | Bucovina Rădăuți (3)         |
| Progresul Șomcuta Mare⁠(d) (3) | 1-12                  | CSM Olimpia (3)              |
| CSM Bacău (3)                 | 0-0 d.p. (3-4 d.l.d.) | Dinamo Bacău (3)             |
| Jiul Petroșani (3)            | 7-1                   | Pandurii (3)                 |
| Pașcani (3)                   | 1-2                   | Miroslava (3)                |
| CSM Râmnicu Sărat (3)         | 2-3                   | Metalul Buzău (3)            |
| Tg. Mureș 1898 (4)            | 1-5                   | Unirea Ungheni (3)           |
| Frontiera Curtici⁠(d) (3)      | 0-3                   | Progresul Pecica (3)         |
| Arieșul Turda (3)             | 0-9                   | Viitorul Cluj⁠(d) (3)         |
| Șomuz Fălticeni (3)           | 2-1                   | Ceahlăul                     |
| Axiopolis Cernavodă⁠(d) (4)    | 2-1                   | Gloria Albești⁠(d) (3)        |
| 20 august 2022                |                       |                              |
| Unirea Alba Iulia (3)         | 1-3                   | CS Ocna Mureș (3)            |

### Turul II
Meciurile s-au jucat pe 30 și 31 august.
| Echipa 1                     | Scor                    | Echipa 2                   |
| ---------------------------- | ----------------------- | -------------------------- |
| 30 august 2022               |                         |                            |
| Vulturii Lugoj (4)           | 1-4                     | Ghiroda/Giarmata Vii (3)   |
| Jiul Petroșani (3)           | 2-0                     | Gilortul Cărbunești⁠(d) (3) |
| CSM Olimpia (3)              | 2-0                     | Șimleu Silvaniei (3)       |
| CS Ocna Mureș (3)            | 4-3                     | Metalurgistul Cugir (3)    |
| Potcoava⁠(d) (3)              | 3-2                     | CSO Filiași⁠(d) (3)         |
| Moreni (3)                   | 6-2                     | Pucioasa⁠(d) (3)            |
| Crișul Chișineu Criș⁠(d) (3)  | 1-6                     | Șoimii Lipova⁠(d) (3)       |
| Gloria Bistrița Năsăud (3)   | 1-0                     | Minerul Ocna⁠(d) (3)        |
| Înainte Modelu⁠(d) (3)        | 1-2                     | Dunărea Călărași (2)       |
| Unirea Bascov (3)            | 0-3                     | CSM Alexandria (3)         |
| Horezu⁠(d) (3)                | 1-0                     | Viitorul Dăești⁠(d) (3)     |
| CSM Deva (3)                 | 2-1                     | Corvinul (3)               |
| 31 august 2022               |                         |                            |
| Dinamo Bacău (3)             | 3-3 d.p. (5-6 d.l.d.)   | Aerostar (3)               |
| Miroslava (3)                | 5-0                     | Sporting Vaslui⁠(d) (3)     |
| Viitorul Darabani⁠(d) (4)     | retrasă                 | Dante Botoşani (3)         |
| Axiopolis Cernavodă⁠(d) (4)   | 3-1 d.p.                | Agricola Borcea (3)        |
| Viitorul Cluj⁠(d) (3)         | 3-3 d.p. (12-13 d.l.d.) | Unirea Ungheni (3)         |
| Viitorul Ianca⁠(d) (3)        | 5-0                     | Dacia U Brăila (2)         |
| Recolta Gheorghe Doja⁠(d) (3) | 0-4                     | Afumați (3)                |
| CS Blejoi (3)                | 0-0 d.p. (5-4 d.l.d.)   | Metalul Buzău (3)          |
| Avântul Periam⁠(d) (3)        | 3-1                     | Progresul Pecica (3)       |
| Băile Felix⁠(d) (3)           | 2-0                     | FC Bihor (3)               |
| SR Brașov (3)                | 3-2                     | Odorheiu Secuiesc (3)      |
| Voința Lupac⁠(d) (3)          | 0-6                     | Reșița (3)                 |
| KSE Târgu Secuiesc (3)       | 3-2                     | Focșani (3)                |
| Șomuz Fălticeni (3)          | 1-2                     | Foresta Suceava (3)        |
| Leordeni (3)                 | 6-0                     | Astra Giurgiu (2)          |

### Turul III
Meciurile s-au jucat pe 13, 14 și 15 septembrie.
| Echipa 1                   | Scor                  | Echipa 2                       |
| -------------------------- | --------------------- | ------------------------------ |
| 13 septembrie 2022         |                       |                                |
| Jiul Petroșani (3)         | 3-0 d.p.              | CSM Deva (3)                   |
| Potcoava⁠(d) (3)            | 1-3                   | Slatina (3)                    |
| Avântul Periam⁠(d) (3)      | 0-1                   | Dumbrăvița (3)                 |
| Șoimii Lipova⁠(d) (3)       | 3-1                   | Băile Felix⁠(d) (3)             |
| Ghiroda/Giarmata Vii (3)   | 0-2                   | Ripensia (2)                   |
| CSM Alexandria (3)         | 2-1                   | Progresul Spartac (3)          |
| Leordeni (3)               | 0-0 d.p. (4-5 d.l.d.) | Chiajna (2)                    |
| 14 septembrie 2022         |                       |                                |
| KSE Târgu Secuiesc (3)     | 0-5                   | FC Brașov (2)                  |
| Moreni (3)                 | 2-2 d.p. (3-5 d.l.d.) | CSA Steaua București (2)       |
| CS Ocna Mureș (3)          | 1-1 d.p. (4-1 d.l.d.) | Unirea Ungheni (3)             |
| Miroslava (3)              | 1-3                   | FC Politehnica Iași (2010) (2) |
| CSM Olimpia (3)            | 1-2                   | Minaur Baia Mare (3)           |
| Viitorul Ianca⁠(d) (3)      | 1-3                   | Oțelul Galați (3)              |
| Reșița (3)                 | 2-0                   | Politehnica Timișoara (2)      |
| Gloria Bistrița Năsăud (3) | 1-1 d.p. (3-2 d.l.d.) | Unirea Dej (2)                 |
| Afumați (3)                | 0-0 d.p. (2-0 d.l.d.) | Metaloglobus București (2)     |
| CS Blejoi (3)              | 0-4                   | Gloria Buzău (2)               |
| SR Brașov (3)              | 0-3                   | 1599 Șelimbăr (2)              |
| Axiopolis Cernavodă⁠(d) (4) | 3-1                   | Unirea Constanța (2)           |
| Dunărea Călărași (2)       | 1-5                   | Unirea Slobozia (2)            |
| CS Tunari (3)              | 0-3                   | Dinamo București (1)           |
| Horezu⁠(d) (3)              | 2-3 d.p.              | Viitorul-Pandurii (2)          |
| Foresta Suceava (3)        | 2-1                   | Dante Botoşani (3)             |
| 15 septembrie 2022         |                       |                                |
| Aerostar (3)               | 0-4                   | Csíkszereda (2)                |

### Play-off
Meciurile s-au jucat pe 27, 28 și 29 septembrie.
| 27 septembrie 2022                                                       | Dumbrăvița (3)          | 0–0 (7–6 d.l.d.)                                                                              | FC Politehnica Iași (2010) (2) | Dumbrăvița                                            |  |
| 14:30                                                                    |                         |                                                                                               |                                | Stadion: Stadionul Ștefan Dobay Arbitru: Răzvan Lădar |  |
|                                                                          | Lovituri de departajare |                                                                                               |                                |                                                       |  |
| Ghinescu · Grancea · Bodri · Olaru · Simon · Ionuț · Bura-Koț · Martinov |                         | Cristea prim. · Hrib · Fosu-Mensah · Stefanovici · Karachanakov · Tomczyk · Telcean · Kouadio |                                |                                                       |  |

| 27 septembrie 2022 | Ripensia (2) | 0–4 | FCU Craiova (1)                          | Timișoara                                          |  |
| 16:00              |              |     | Achim 9' Sidibe 73' Zanfir 76' Negru 89' | Stadion: Stadionul Electrica Arbitru: Cătălin Buși |  |

| 27 septembrie 2022 | Șoimii Lipova⁠(d) (3)               | 2–4 (d.p.) | Gloria Buzău (2)                                | Lipova                                              |  |
| 16:30              | Bulza 40' · Susanu 72' · Popa 116' |            | Boiciuc 15' Neicuțescu 76' López 104' Uțiu 120' | Stadion: Stadionul Comunal Arbitru: Kemenes Norbert |  |

| 27 septembrie 2022 | CSA Steaua București (2) | 1–2 | Chindia (1)           | Mioveni                                          |  |
| 18:45              | Popa 25'                 |     | Popa 49' Cherchez 84' | Stadion: Stadionul Orășenesc Arbitru: Vlad Baban |  |

| 27 septembrie 2022 | Axiopolis Cernavodă⁠(d) (4)                                | 4–5 (d.p.) | Minaur Baia Mare (3)                                                          | Cernavodă                                            |  |
| 19:00              | Grigoraș 9' Carabela 52' Carabela 90+2' (pen.) Dane 90+3' |            | Chitaș 31' · Donca 32' · Mondragón 37' · Rus 76' · Ciocan 96' · Potcoavă 103' | Stadion: Stadion Ideal Arbitru: Ionuț Constantinescu |  |

| 28 septembrie 2022 | Foresta Suceava (3) | 0–1 | UTA Arad (1) | Suceava                                            |  |
| 16:00              |                     |     | Șteau 10'    | Stadion: Stadionul Areni Arbitru: Mihai Amorăriței |  |

| 28 septembrie 2022              | Jiul Petroșani (3)         | 2–2 (0–3 d.l.d.)                 | Oțelul Galați (2)      | Petroșani                                               |  |
| 16:00                           | Batchabi 75' Istratie 100' |                                  | Bokhashvilli 90+1' 92' | Stadion: Stadionul Petre Libardi Arbitru: Marius Naidin |  |
|                                 | Lovituri de departajare    |                                  |                        |                                                         |  |
| Aerts prim. · Keszeg · Ferhaoui |                            | Marković · Adăscăliței · Berisha |                        |                                                         |  |

| 28 septembrie 2022 | Reșița (3) | 0–4 | Mioveni (1)                                          | Reșița                                                   |  |
| 16:30              |            |     | Coșereanu 3' Ene 44' (pen.) Krasniqi 52' Burlacu 75' | Stadion: Stadionul Mircea Chivu Arbitru: Mircea Ardelean |  |

| 28 septembrie 2022 | CS Ocna Mureș (3)       | 3–0 | Slatina (3) | Ocna Mureș                                            |  |
| 16:30              | Coman 16' Ceaca 31' 62' |     |             | Stadion: Stadionul SODA Arbitru: Marius Daniel Bădoiu |  |

| 28 septembrie 2022                                     | Gloria Bistrița Năsăud (3) | 0–0 (2–3 d.l.d.)                 | Unirea Slobozia (2) | Bistrița                                                   |  |
| 16:30                                                  |                            |                                  |                     | Stadion: Stadionul „Jean Pădureanu” Arbitru: Răzvan Negară |  |
|                                                        | Lovituri de departajare    |                                  |                     |                                                            |  |
| Manolache prim. · Copaci · Davordzie · Covaciu · Wahab |                            | Dinu · Ibrian · Silaghi · Ekollo |                     |                                                            |  |

| 28 septembrie 2022 | 1599 Șelimbăr (2) | 0–4 | Petrolul Ploiești (1)                    | Mediaș                                             |  |
| 18:45              |                   |     | Huja 55' Velisar 79' Măzarache 89' 90+3' | Stadion: Stadionul Gaz Metan Arbitru: Sorin Vădana |  |

| 28 septembrie 2022 | Afumați (3) | 0–3 | Rapid București (1)                    | București                                                |  |
| 21:30              |             |     | Ciucur 8' (aut.) Papeau 14' Emmers 38' | Stadion: Stadionul Rapid-Giulești Arbitru: Claudiu Marcu |  |

| 29 septembrie 2022                 | FC Brașov (2)           | 1–1 (3–5 d.l.d.)                                   | Hermannstadt (1)    | Brașov                                              |  |
| 16:00                              | Angelov 42' · Tudor 45' |                                                    | Petrescu 58' (pen.) | Stadion: Stadionul Tineretului Arbitru: Ovidiu Robu |  |
|                                    | Lovituri de departajare |                                                    |                     |                                                     |  |
| Lazăr · Amorim · Kirilenko · Izata |                         | Buhăcianu prim. · Oroian · Biceanu · Babić · Opruț |                     |                                                     |  |

| 29 septembrie 2022                         | CSM Alexandria (3)      | 1–1 (4–2 d.l.d.)                       | Csíkszereda (2) | Alexandria                                        |  |
| 16:30                                      | Jerdea 71'              |                                        | Csiszér 42'     | Stadion: Stadionul CSS Peco Arbitru: Robert Avram |  |
|                                            | Lovituri de departajare |                                        |                 |                                                   |  |
| Ciocoteală · Georgescu · Preoteasa · Sîrbu |                         | Apro prim. · Kovács · Nemanič · Jelena |                 |                                                   |  |

| 29 septembrie 2022 | Chiajna (2) | 0–2 | Universitatea Cluj (1) | Chiajna                                                 |  |
| 18:45              |             |     | Thiam 18' Fülöp 59'    | Stadion: Stadionul Concordia Arbitru: Valentin Porumbel |  |

| 29 septembrie 2022 | Viitorul-Pandurii (2) | 0–1 | Dinamo București (2) | Târgu Jiu                                            |  |
| 21:30              |                       |     | Pop 34'              | Stadion: Stadionul Municipal Arbitru: Andrei Moroiță |  |

## Faza grupelor
Un total de 24 de echipe au jucat în faza grupelor: 8 echipe care au intrat în această fază, și cele 16 câștigătoare ale play-off-ului.
Tragerea la sorți a avut loc pe 30 septembrie 2022, la ora 12:00 EEST. Cele 24 de echipe au fost împărțite în patru grupe, de câte șase echipe. Pentru extragere, echipele au fost împărțite în trei urne valorice pe baza următoarelor principii:
- Urna 1 - cele șase echipe care au evoluat în play-off-ul sezonului trecut al SuperLigii României + primele două clasate din play-out.
- Urna 2 - echipele din sezonul actual al SuperLigii care au obținut calificarea în grupe după ce au trecut de play-off.
- Urna 3 - restul de 8 echipe calificate în urma fazelor anterioare.

| Urna 1 - CFR Cluj - FCSB - CSU Craiova - Voluntari - FCV Farul Constanța - Argeș Pitești - Sepsi - Botoșani | Urna 2 - Rapid București - FCU Craiova - UTA Arad - Mioveni - Chindia - Universitatea Cluj - Petrolul Ploiești - Hermannstadt | Urna 3 - Dinamo București - Unirea Slobozia - Dumbrăvița - Gloria Buzău - Minaur Baia Mare - Oțelul Galați - CS Ocna Mureș - CSM Alexandria |

### Grupele
| Reguli de clasare pentru grupe |
| --- |
| Clasarea echipelor în faza grupelor a fost stabilită după cum urmează: 1. Puncte obținute în toate meciurile din grupă; 2. Numărul mai mare de puncte obținute în jocurile directe disputate între echipele aflate la egalitate de puncte; 3. Diferența de goluri mai bună în jocurile directe; 4. Numărul mai mare de goluri marcate în jocurile directe; 5. Diferența de goluri; 6. Numărul mai mare de goluri marcate în toate jocurile; 7. Disputarea unui joc de baraj între echipele aflate la egalitate. |

#### Grupa A
| Loc                                            | Echipă            | Pct. | MJ | V | E | Î | GM | GP | DG |  | SEP | FCU | VOL | DIN | USZ | PET |
| ---------------------------------------------- | ----------------- | ---- | -- | - | - | - | -- | -- | -- |  | --- | --- | --- | --- | --- | --- |
| 1.                                             | Sepsi             | 9    | 3  | 3 | 0 | 0 | 10 | 3  | +7 |  |     |     | 4–0 |     |     |     |
| 2.                                             | FCU Craiova       | 7    | 3  | 2 | 1 | 0 | 2  | 0  | +2 |  |     |     | 1–0 |     |     |     |
| 3.                                             | Voluntari         | 3    | 3  | 1 | 0 | 2 | 1  | 5  | −4 |  |     |     |     |     |     |     |
| 4.                                             | Dinamo București  | 2    | 3  | 0 | 2 | 1 | 5  | 6  | −1 |  | 2–3 | 0–0 |     |     |     |     |
| 5.                                             | Unirea Slobozia   | 2    | 3  | 0 | 2 | 1 | 3  | 4  | −1 |  |     |     | 0–1 | 3–3 |     | 0–0 |
| 6.                                             | Petrolul Ploiești | 1    | 3  | 0 | 1 | 2 | 1  | 4  | −3 |  | 1–3 | 0–1 |     |     |     |     |
| Legendă: Locurile 1, 2: Calificare în sferturi |                   |      |    |   |   |   |    |    |    |  |     |     |     |     |     |     |

#### Grupa B
| Loc                                            | Echipă        | Pct. | MJ | V | E | Î | GM | GP | DG |  | UTA | MIO | FCS | BOT | GBZ | OTE |
| ---------------------------------------------- | ------------- | ---- | -- | - | - | - | -- | -- | -- |  | --- | --- | --- | --- | --- | --- |
| 1.                                             | UTA Arad      | 7    | 3  | 2 | 1 | 0 | 8  | 3  | +5 |  |     |     | 2–2 |     |     |     |
| 2.                                             | Mioveni       | 6    | 3  | 2 | 0 | 1 | 2  | 3  | −1 |  | 0–3 |     |     | 1–0 |     |     |
| 3.                                             | FCSB          | 5    | 3  | 1 | 2 | 0 | 4  | 2  | +2 |  |     |     |     |     |     |     |
| 4.                                             | Botoșani      | 3    | 3  | 1 | 0 | 2 | 1  | 3  | −2 |  |     |     | 0–2 |     |     |     |
| 5.                                             | Gloria Buzău  | 3    | 3  | 1 | 0 | 2 | 3  | 4  | −1 |  | 1–3 |     |     | 0–1 |     |     |
| 6.                                             | Oțelul Galați | 1    | 3  | 0 | 1 | 2 | 0  | 3  | −3 |  |     | 0–1 | 0–0 |     | 0–2 |     |
| Legendă: Locurile 1, 2: Calificare în sferturi |               |      |    |   |   |   |    |    |    |  |     |     |     |     |     |     |

#### Grupa C
| Loc                                            | Echipă              | Pct. | MJ | V | E | Î | GM | GP | DG |  | CFR | UCJ | FAR | RAP | DUM | ALX |
| ---------------------------------------------- | ------------------- | ---- | -- | - | - | - | -- | -- | -- |  | --- | --- | --- | --- | --- | --- |
| 1.                                             | CFR Cluj            | 5    | 3  | 1 | 2 | 0 | 6  | 1  | +5 |  |     |     |     |     |     |     |
| 2.                                             | Universitatea Cluj  | 5    | 3  | 1 | 2 | 0 | 5  | 1  | +4 |  | 1–1 |     |     | 0–0 |     |     |
| 3.                                             | FCV Farul Constanța | 5    | 3  | 1 | 2 | 0 | 4  | 2  | +2 |  | 0–0 |     |     |     |     |     |
| 4.                                             | Rapid București     | 4    | 3  | 1 | 1 | 1 | 4  | 3  | +1 |  |     |     | 0–2 |     |     |     |
| 5.                                             | Dumbrăvița          | 3    | 3  | 1 | 0 | 2 | 5  | 9  | −4 |  | 0–5 |     |     | 1–4 |     |     |
| 6.                                             | CSM Alexandria      | 1    | 3  | 0 | 1 | 2 | 2  | 10 | −8 |  |     | 0–4 | 2–2 |     | 0–4 |     |
| Legendă: Locurile 1, 2: Calificare în sferturi |                     |      |    |   |   |   |    |    |    |  |     |     |     |     |     |     |

#### Grupa D
| Loc                                            | Echipă           | Pct. | MJ | V | E | Î | GM | GP | DG |  | HER | ARG | MIN | UCV | OCN | CHI |
| ---------------------------------------------- | ---------------- | ---- | -- | - | - | - | -- | -- | -- |  | --- | --- | --- | --- | --- | --- |
| 1.                                             | Hermannstadt     | 6    | 3  | 2 | 0 | 1 | 7  | 5  | +2 |  |     |     |     | 0–2 |     | 4–1 |
| 2.                                             | Argeș Pitești    | 5    | 3  | 1 | 2 | 0 | 3  | 2  | +1 |  |     |     |     | 2–1 |     |     |
| 3.                                             | Minaur Baia Mare | 4    | 3  | 1 | 1 | 1 | 8  | 3  | +5 |  | 2–3 | 0–0 |     |     |     |     |
| 4.                                             | CSU Craiova      | 4    | 3  | 1 | 1 | 1 | 4  | 3  | +1 |  |     |     |     |     |     |     |
| 5.                                             | CS Ocna Mureș    | 4    | 3  | 1 | 1 | 1 | 2  | 7  | −5 |  |     |     | 0–6 | 1–1 |     | 1–0 |
| 6.                                             | Chindia          | 1    | 3  | 0 | 1 | 2 | 2  | 6  | −4 |  |     | 1–1 |     |     |     |     |
| Legendă: Locurile 1, 2: Calificare în sferturi |                  |      |    |   |   |   |    |    |    |  |     |     |     |     |     |     |

## Faza eliminatorie

### Echipele calificate
| Grupa | Câștigătoarea grupei | Echipa de pe locul 2 |
| ----- | -------------------- | -------------------- |
| A     | Sepsi                | FCU Craiova          |
| B     | UTA Arad             | Mioveni              |
| C     | CFR Cluj             | Universitatea Cluj   |
| D     | Hermannstadt         | Argeș Pitești        |

### Sferturi de finală
Meciurile s-au disputat într-o singură manșă. Câștigătoarele s-au calificat în semifinale.
| 4 aprilie 2023 | UTA Arad       | 1-0 | FCU Craiova | Arad                                                           |  |
| 19:00          | Postolachi 16' |     |             | Stadion: Francisc Neuman Arbitru: Horațiu Feșnic (Cluj-Napoca) |  |

| 5 aprilie 2023 | Hermannstadt | 1-2 | Universitatea Cluj    | Sibiu                                                          |  |
| 19:00          | Alhassan 41' |     | 51' Chipciu 75' Thiam | Stadion: Municipal Sibiu Arbitru: Florin Chivulete (București) |  |

| 6 aprilie 2023 | Sepsi                                     | 4-1 | Mioveni     | Sfântu Gheorghe                                       |  |
| 18:00          | Gheorghe 54' Matei 69', 90' Tudorie 90+5' |     | 75' Rădescu | Stadion: Sepsi Arena Arbitru: Iulian Dima (București) |  |

| 6 aprilie 2023 | CFR Cluj     | 1-0 | Argeș Pitești | Cluj-Napoca                                                       |  |
| 21:00          | Krasniqi 89' |     |               | Stadion: Dr. Constantin Rădulescu Arbitru: Marian Barbu (Făgăraș) |  |

### Semifinale
Meciurile s-au disputat într-o singură manșă. Câștigătoarele s-au calificat în finală.
| 26 aprilie 2023 | Sepsi                              | 3-0 | CFR Cluj | Sfântu Gheorghe                                        |  |
| 19:00           | Păun 10' Ștefănescu 29' Rondón 81' |     |          | Stadion: Sepsi Arena Arbitru: Adrian Cojocaru (Galați) |  |

| 27 aprilie 2023 | Universitatea Cluj | 1-0 | UTA Arad | Cluj-Napoca                                                |  |
| 19:00           | Nistor 44' (pen.)  |     |          | Stadion: Cluj Arena Arbitru: Horia Mladinovici (București) |  |

### Finala
| 24 mai 2023                                                                 | Sepsi                   | 0–0 (d.p.) (5–4 d.l.d.)                                      | Universitatea Cluj | Sibiu                                                    |  |
|                                                                             |                         | Raport                                                       |                    | Stadion: Municipal Sibiu Arbitru: Cătălin Popa (Pitești) |  |
|                                                                             | Lovituri de departajare |                                                              |                    |                                                          |  |
| Varga · Rodríguez · Tudorie · Gheorghe · Ștefănescu · Aganović · Márk Tamás |                         | Chipciu · Bic · Tescan · Fernandes · Nistor · Gomes · Martić |                    |                                                          |  |